# 強尼·戴普
約翰·克里斯托弗·戴普二世（英語：John Christopher Depp II，1963年6月9日—），通稱強尼·戴普（Johnny Depp），是一位美國男演員、電影監製和音樂家。他曾得過金球獎和演員工會獎最佳男主角。他最早的成名作品為1980年代電視劇《龍虎少年隊》，成為年輕人的偶像之一。後來戴普聲勢大漲，他在電影《前進高棉》（1986年）中擔任配角，接著又主演了《剪刀手愛德華》（1990年）、《斷頭谷》（1999年）、《神鬼奇航：鬼盜船魔咒》（2003年）和其系列續集、《巧克力冒險工廠》（2005年）、《魔境夢遊》（2010年）和《飆風雷哥》（2011年）《怪獸與葛林戴華德的罪行》（2018年）等電影。他和提姆·波頓已合作過了八部電影，兩人是合作兼朋友關係，也和海倫娜·寶漢·卡特一起演過多部電影。
戴普被認為是世界上最偉大的影星之一。他主演的《神鬼奇航》系列電影是他最成功的商業電影；此外，《巧克力冒險工廠》、《魔境夢遊》等影片也都有很高的票房。
他曾提名過三項奧斯卡最佳男主角獎。戴普在《瘋狂理髮師：倫敦首席惡魔剃刀手》（2007年）中的表現使他獲得了金球獎最佳音樂及喜劇類電影男主角，而後又憑《神鬼奇航：鬼盜船魔咒》贏得美國演員工會獎最佳男主角。戴普在美國電影中的表現已讓他獲得一性感象徵的地位，並於2003年和2009年被《人物》雜誌兩次評為「最性感男人」。他已被列入2012年《金氏世界紀錄大全》中最高薪的演員（9,500萬美元）。
2016年時任配偶安柏·赫德申請離婚並對外控訴強尼有家暴犯行，導致強尼·戴普陸續失去影視工作形象重創；2019年強尼對前妻安柏提出誹謗訴訟，隔年安柏亦反訴強尼，2022年4月法院開始審理，訴訟期間陸續揭露雙方私事後輿論開始轉向同情強尼，同年6月1日維吉尼亞州法院陪審團做出判決，強尼興訟案中七個要點全數成立、安柏興訟案中三個要點僅僅一項成立。判決裁定安柏必須賠償1,000萬美元補償性損害賠償金與500萬的懲罰性損害賠償金，不過，根據維吉尼亞州法律規定，懲罰性賠償金上限為35萬美元，因此總額下修為1,035萬美元；另一方面，強尼必須賠償200萬美元。

## 早年經歷
強尼·戴普出生於肯塔基州欧文斯伯勒的慈悲的聖母醫院，並於佛羅里達州長大。父親為約翰·基斯杜化·特普、母親是蘇·特普，在家庭成員裡排行老么，有兩姊一兄。從小就發現其特別的性格，當同年的孩子都在屋外踢足球時，強尼更喜歡在房子裡和擁有印地安籍的爺爺說話，在他的童年記憶中，和自己最親近的家人就是爺爺，也正因為和爺爺的關係，讓強尼戴普一生都以自己的印地安血統自豪，他在手臂上刺上的第一個紋身就是為了紀念印地安裔的身分。進入求學階段，他的怪異個性更加明顯，他曾在訪問中說道:「當時的學校把學生分成三個類型，有錢人的孩子、好孩子和壞孩子，而我的出現開創了第四種—怪孩子。」也因為和學校的格格不入，促使他在最後選擇輟學。強尼戴普15歲時父母離異，造成他很大的心理創傷，母親Sue為他買的第一把吉他幫助他脫離傷痛，並走向音樂之路，之後的他還自組搖滾樂樂團「the kid」。
他在1983年，為了成為搖滾歌手，他前往洛杉磯發展，但其樂團事業沒有起色，他因此賣過鉛筆、做過電話銷售員以供給樂團的花費。同年，他與他的第一任妻子，化妝師洛瑞·安妮·阿利森（Lori Anne Allison）結婚，並透過她認識了尼可拉斯·凱吉。他十分賞識強尼戴普的才華，並將他介紹給自己專門的經紀人。從此強尼·戴普開始踏入影視圈，走上了星路。

## 職業生涯
1984年，他出演了個人的銀幕處女作《猛鬼街》飾演女主角的男友。但是之後幾年他只能出演一些小角色。直到1988年，他才以電視劇集《龍虎少年隊》（21 Jump Street）臥底在高中校園的娃娃臉警察一角一炮而紅，成為了當年的熱門人物和青春偶像。但他卻不因此高興，他對於龍虎少年隊的肥皂劇情節感到不滿，最後在磋商後提前結束合約。
1990年，他受到後來的好友，著名導演提姆·波頓的邀請，在《剪刀手愛德華》（Edward Scissorhands）中飾演男主角“剪刀手愛德華”。這部電影被認為奠定了他在好萊塢的明星地位。 1993年，他的明星好友瑞凡·費尼克斯在他的酒吧門口由於吸毒過量不幸猝死，年僅23歲。這對強尼·戴普來說是一個巨大的震動。這個噩耗讓他開始認真思考人生的意義。之後，他的生活態度發生了極大的變化。
之後幾年，他的選片範圍開始不僅僅局限於藝術片。 1999年他再次受邀出演提姆·波頓執導的恐怖片《無頭谷》（Sleepy Hollow），頗受好評。次年他在《濃情巧克力》（Chocolat）中也憑藉配角出了彩。2001年，他出演了改編自開膛手傑克的連環殺人案件的影片《來自地獄》（From Hell）。2003年他又出演了兩部大製作：《神鬼奇航：鬼盜船魔咒》（Pirates of the Caribbean: The Curse of the Black Pearl ）和《英雄不回頭》（Once Upon a Time in Mexico）。其中前者不僅在票房上大獲成功，而且還使強尼·戴普在全世界範圍內的知名度得到了大幅度的提升，為他帶來第一個奧斯卡最佳男主角獎提名。2004年他出演的電影《尋找新樂園》（Finding Neverland）為他帶來了2005年度的第二個奧斯卡最佳男主角獎的提名。這部拍攝於2002年的電影是根據著名童話《彼得潘》的作者詹姆斯·馬修·巴利爵士的生平改編的。
2005年，強尼·戴普演出根據同名著名童話改編的奇幻影片《巧克力冒險工廠》（Charlie and the Chocolate Factory）的威利·旺卡。這也是他與提姆·波頓合作的第四部作品。與提姆·波頓合作的第五部電影為2005年的動畫《地獄新娘》，擔任主角配音。
2007年，他主演由知名百老匯歌舞劇改編的電影版《瘋狂理髮師：倫敦首席惡魔剃刀手》，這是他與提姆·波頓合作的第六部電影。他於此片榮獲2008年金球獎音樂與喜劇類最佳男演員，並第三度獲得奧斯卡最佳男主角獎的提名。
2009—2011年，強尼·戴普先後出演了《頭號公敵》、《機密邂逅》以及《醉後型男日記》等片。其中《魔境夢遊》上映後全球票房突破10億美元，是2010年全球票房第二高的電影；在2011年舉辦的第68屆金球獎中，強尼·戴普以飾演《機密邂逅》的Frank Tupelo以及《魔境夢遊》的瘋帽客（Mad Hatter）同時獲得金球獎最佳音樂及喜劇類電影男主角的兩項提名。

## 個人生活
強尼·戴普的第一段婚姻僅僅維持了兩年。1985年他便與第一任妻子離婚。之後幾年，他先後與薇諾娜·瑞德（Winona Ryder）和超模凱特·摩絲（Kate Moss）拍拖，甚至一度還與前者訂婚。不過最後都不了了之。
1998年開始強尼·戴普一直與法國歌手兼演員凡妮莎·派樂迪斯（Vanessa Paradis）同居。他們育有一子一女，女兒莉莉-蘿絲·戴普和兒子傑克·戴普（Jack Depp）。2012年1月傳出他們分居的傳言，戴普最初予以否認，兩個人都試圖修復他們的關係。直到6月19日，戴普的發言人宣布他們正式分手。2012年6月19日強尼戴普的公關波姆（Robin Baum）在聲明中提到：「強尼·戴普與凡妮莎·派樂迪斯已和平分手。請尊重他們的隱私，更重要的是，2人孩子的隱私。」
2012年開始與女演员安柏·赫德交往，两人因合作《醉后型男日记》而相恋，兩人於2013年平安夜訂婚且在2015年完婚。2016年5月女方申请离婚，同时申请人身保护令，理由是男方经常家暴她，尤其是喝酒、吸毒之后。
2018年，戴普在英国對於《太阳报》母公司英国新闻集团提起告訴，指控对方在同年4月的一篇报道中将自己描绘成“家暴男”。2020年11月，英国高等法院裁定赫德提起的14起暴力事件有12起“基本属实”，驳回德普的申诉。裁决公布后，华纳兄弟影业要求德普辞演《怪獸系列电影》。之后，德普提出上诉，但于2021年3月被英格兰和威尔士上诉法院驳回。
德普于2019年初在美国弗吉尼亚州提起告訴，指控赫德诽谤，理由是她于2018年12月在《华盛顿邮报》上发表一篇捏造两人感情关系的社论文章，造成迪士尼拒绝他參與未来的計畫。2020年8月，赫德提出反诉，指控对方曾在Twitter及请愿网站上发起骚扰活动，计划让她丧失参演《水行俠》、代言欧莱雅的资格。2020年10月，因泄露受媒体保护令保护的机密訊息，德普律师亚当·沃尔德曼（Adam Waldman）被案件主审法官驱逐。2022年4月11日，維吉尼亞州費爾法克斯郡巡迴法院開始審理戴普控訴赫德一案。，6月，七人陪審團一致同意強尼持有完整與確實證據，因此控訴全部成立。赫德必須給予戴普美金1000萬元的補償性賠償及500萬元的懲罰性賠償，總計1500萬美元（約新臺幣4.38億元、港幣1.17億元、人民幣1億元），但因維吉尼亞州法定的懲罰性賠償上限為35萬美元，因此法官裁定，赫德最後僅須支付戴普美金1035萬元（約新臺幣3億元、港幣8100萬元，人民幣6900萬元）。陪審團也認為戴普聘用的律師曾公開說赫德的作為是「虐待騙局」，對赫德也有一些責任，判處德普給予她補償性賠償200萬美元（約新臺幣5800萬元、港幣1500萬元，人民幣1330萬元），但不須做任何懲罰性賠償。

## 獎項
- 1999年凱撒電影獎榮譽獎（以表彰他為電影事業所做的貢獻）
- 2012年MTV電影獎MTV世代獎（MTV電影獎的「成就獎」）